# Juan Palma
Juan Palma (Mendoza, 1821) fue un jurista argentino oriundo de la Provincia de Mendoza que se desempeñó como Juez Federal, diputado provincial y senador nacional.
Su padre fue el teniente coronel José Ceferino Palma (1796-1861) que de adolescente acompañó a José de San Martín durante el Cruce de los Andes y luego fue un importante terrateniente de Tupungato. Su madre, Martina Galigniana Castelli, era sobrina de Juan José Castelli.
En 1853 Palma era juez en el fuero criminal y tuvo la responsabilidad de tomar declaración a tres personas que acusaron a Domingo Faustino Sarmiento de introducirse secretamente en la provincia con fines sediciosos. Las declaraciones resultaron contradictorias y la denuncia fue desestimada.
En 1854 asumió como senador en reemplazo del fallecido Vicente Gil, y se le otorgó el cargo de Juez Federal. En 1855 fue diputado por la Villa de San Carlos en la Asamblea Constituyente de Mendoza. La Asamblea, en la que Palma fue secretario, redactó una constitución provincial que funcionó de antecedente para la constitución de 1916. También fue diputado su primo segundo Gerónimo Galignana.
En abril de 1857 Juan Cornelio Moyano, gobernador de la Provincia de Mendoza, incluyó a Palma en una comisión de nueve vecinos a quienes encargó dividir el territorio de la provincia en municipalidades y departamentos para cumplir con el mandato de la Constitución Nacional.
En septiembre de ese año el gobernador solicitó licencia para «desentenderse de los asuntos públicos», y la legislatura designó a Palma como gobernador interino por un período de 40 días. El período fue del 29 de septiembre hasta el 8 de noviembre.
Mediante un decreto, fechado el 6 de marzo de 1869, el presidente Sarmiento lo confirmó en sus funciones como Juez Federal de Mendoza, luego de que se lo absolviera de todas las acusaciones realizadas en la Cámara de Diputados de la Nación. Ese fue el primer caso de juicio político en el país y se lo incluye en distintas recopilaciones de jurisprudencia.